# Les Grands Boulevards
Les Grands Boulevards est un tableau réalisé par le peintre français Auguste Renoir en 1875. De format horizontal, cette huile sur toile est un paysage urbain qui représente dans un style impressionniste les Grands Boulevards, à Paris. Léguée par Henry Plumer McIlhenny en 1986, l'œuvre est conservée au Philadelphia Museum of Art, à Philadelphie, en Pennsylvanie, aux États-Unis.